# 喜马拉雅马尾杉
喜马拉雅马尾杉（学名：Phlegmariurus hamiltonii）为石杉科马尾杉属下的一个种。

## 扩展阅读
- 維基物種上的相關：喜马拉雅马尾杉